# 筧重忠
筧 重忠（かけい しげただ）は、戦国時代の三河国の武将。松平氏（徳川氏）の家臣。

## 経歴
筧氏は伊勢国度会郡山田の人で、重忠の祖父正綱の代に三河国額田郡六名に移り松平氏に仕えたという。
重忠は岡崎城主松平清康に、その没後はその子広忠に仕える。天文16年（1547年）尾張国の織田氏に通じて広忠に敵対した上和田城主松平忠倫の暗殺を命じられ、弟の正重とともに上和田に赴いて忠倫に偽って降り、その寝首を掻いた。重忠は広忠より「刺した刀を引き抜くと相手が声を上げて騒ぎになるから、刺した際には刀を忠倫の体から抜いてはならない」と命じられていたが、暗殺に用いた脇差は広忠より賜ったものだったためこれを惜しんで持ち帰ろうとし、広忠の懸念通り上和田城中は騒ぎとなったが、ついに重忠兄弟は上和田の追跡を振り切り岡崎に帰参したという。この功によって額田郡羽栗・幡豆郡野場の地を賜った。また暗殺の証として持ち帰った忠倫佩刀の平安城長吉の刀を与えられたという
広忠没後はその子の元康（徳川家康）仕え、永禄3年（1560年）嫡子重成や弟の正重・正則らとともに桶狭間の戦いに従軍し、丸根砦攻略に参戦。永禄6年（1563年）三河一向一揆が蜂起すると、筧氏は本願寺門徒だったが重忠父子は一揆に与せずこの鎮圧に貢献した。この戦いで重忠が戦没したとする説もあるが、筧氏の系図類はなお長命して天正16年（1588年）に没したとしている。